# Thryptodexia polita
Thryptodexia polita là một loài ruồi trong họ Tachinidae.